# Markus Schwabl
Markus Schwabl (* 26. August 1990 in Tegernsee) ist ein deutscher Fußballspieler. Er ist der Sohn des ehemaligen Nationalspielers Manfred Schwabl.

## Karriere
Schwabl, der im Mittelfeld, aber auch als rechter Außenverteidiger eingesetzt werden kann, begann seine Karriere beim TuS Holzkirchen und spielte ab 2001 in der Jugend der SpVgg Unterhaching. Noch als A-Jugendlicher kam er in der Saison 2008/09 zu seinen ersten Einsätzen für die zweite Mannschaft in der viertklassigen Regionalliga Süd.
Zur Saison 2009/10 rückte er in die erste Mannschaft auf. Sein Debüt als Profi gab er am 22. August 2009 (5. Spieltag) in der Drittliga-Begegnung gegen den VfL Osnabrück. Beim 1:0-Heimsieg wurde er in der 82. Minute für Christian Hain eingewechselt. Am 5. März 2011 (27. Spieltag) beim 2:0-Sieg im Heimspiel gegen Werder Bremen II erzielte Markus Schwabl mit dem Treffer zum 1:0 in der 25. Minute sein erstes Profitor.
Zur Saison 2013/14 wechselte Schwabl zum TSV 1860 München. Sein Debüt für die erste Mannschaft der „Sechziger“ absolvierte Schwabl am 23. März 2014 bei der 0:1-Niederlage im Heimspiel gegen den 1. FC Kaiserslautern. In seinem Debütspiel durchlebte Schwabl gleich alle Höhen und Tiefen: in der 37. Minute schlug er einen von Simon Zoller abgefeuerten Schuss für seinen bereits geschlagenen Torwart Gábor Király von der Torlinie weg und bewahrte seine Mannschaft vor dem Rückstand (der in der 55. Minute zum spielentscheidenden 0:1 folgen sollte) und in der 70. Minute sah er die Gelbe Karte für ein taktisches Foul im Mittelfeld.
Während der Saison 2014/15 kehrte Schwabl zur SpVgg Unterhaching zurück.
Zur Saison 2015/16 wechselte Schwabl zum Drittligisten VfR Aalen, bei dem er einen Zweijahresvertrag unterschrieb. Bei den Schwaben wurde er Mannschaftskapitän und etablierte sich als Stammspieler zunächst im defensiven Mittelfeld, ehe er in der Rückrunde auf die Position des Rechtsverteidigers versetzt wurde. Auf dieser Position gehörte er auch in der folgenden Saison 2016/17 zur Stammbesetzung. Während der Winterpause reiste Schwabl im Januar 2017 zunächst noch ins Trainingslager der Aalener mit, brach dieses jedoch vorzeitig ab. Stattdessen wechselte er zum englischen Drittligisten Fleetwood Town.
Zur Saison 2018/19 kehrte er zur Spielvereinigung Unterhaching in die dritte Liga zurück.

## Erfolge
2017 Playoffs zur Football League Championship (2. Liga) mit Fleetwood Town
2023 Meister der Regionalliga Bayern mit SpVgg Unterhaching
2023 Aufstieg in die 3. Liga SpVgg Unterhaching